# John Olsen
John Henri Olsen (Newcastle, 21 gennaio 1928 – Bowral, 11 aprile 2023) è stato un pittore e viaggiatore australiano.

## Biografia
Il primario soggetto di Olsen fu il paesaggio, anche se egli fu spesso etichettato come astrattista, termine che lui rinnegò affermando di non aver mai dipinto un soggetto astratto in tutta la sua vita. Olsen tentò di mostrare le esperienze viventi di un paesaggio: descriveva il suo lavoro come un'esplorazione della "Totalità del paesaggio".
L'influenza nel lavoro di Olsen sembrò esser derivata dai suoi viaggi in Spagna, dove sviluppò un interesse nella cultura spagnola. Olsen tornò poi in Australia e volle rappresentare la cultura australiana in modo tale che il mondo intero potesse vederne la diversità attraverso le differenti stagioni.
La vita di Olsen fu marcata da uno spirito generoso, dalla vitalità delle sue amicizie con varie personalità, inclusi molti pittori influenti australiani, nonché con molte donne, e dalle sue personali lotte che hanno portato ad alcuni dei migliori lavori australiani della pittura paesaggistica. 
Questi inclusero il suo 'Lake Eyre' ed i più tardi lavori, come 'Golden Summer, Clarendon'. Il murale di Olsen 'Salute to Five Bells' è in mostra alla "Sydney Opera House".
Nel 1957 un uomo d'affari di Sydney, ricordandosi dell'immenso talento del giovane John Olsen, lo pagò per andare a Maiorca e per dipingere. L'uomo vendette la maggior parte delle opere per profitto ed Olsen fu trasformato dall'influenza dell'arte europea e mediterranea. Al suo ritorno a Sydney nel 1960 le dimensioni del suo talento furono presto universalmente riconosciute.
Nel 1968 Olsen eresse ed avviò la "Bakery Art School" e nel 1972-73 dipinse 'Salute to Five Bells', ispirato al poema di Kenneth Slessor. Il lavoro di Olsen fu rimarcato da un profondo fidanzamento con i paesaggi australiani. 
Nel 2005 vinse l'Archibald Prize per un suo autoritratto (Janus Faced).
Visse per lunghi periodi in differenti zone della nazione e viaggiando per tutta la sua area. Negli ultimi tempi abitava nei pressi di Bowral, Nuovo Galles del Sud. Morì nel 2023 a 95 anni.

## Vita privata
Ebbe un figlio, Tim Olsen, possessore di vari spazi privati artistici nella Sydney suburbana, ben conosciuto in tutta l'Australia per il suo expertize nel dedicarsi all'arte.

## Documentari su John Olsen
- DR-Derude: John Olsen di Søren Ryge Petersen (1999)
- Temalørdag: Naturen i kunsten di Søren Ryge Petersen (2003)